# ارکیده عنکبوتی دلربا
ارکیده عنکبوتی دلربا (نام علمی: Caladenia amoena) نام یک گونه از سرده ارکیده‌های عنکبوتی است.